# ТЕЦ Пітешть-Південь
ТЕЦ Пітешть-Південь — колишня теплова електростанція в Румунії у повіті Арджеш.
Станцію спорудили у період з 1969 по 1983 рік. На її майданчику працювали 5 парових турбін — дві потужністю по 50 МВт та три з показниками по 12 МВт. Живлення забезпечували 6 котлів, з яких два мали продуктивність по 420 тонн пари на годину, тоді як у чотирьох цей показник складав 120 тонн на годину. Така значна потужність котлів знадобилась для одночасного покриття потреб у тепловій енергії сусіднього нафтопереробного заводу (його запуск також почався у другій половині 1960-х).
В 1980-х почали зведення другої черги ТЕЦ, проте до припинення проекту встигли звести лише кілька споруд, зокрема, димар висотою 280 метрів.
У 2011-му власник НПЗ прийняв остаточне рішення про його закриття. Без попиту зі сторони промисловості вартість теплової енергії, котру постачали житловому сектору міста Пітешть, виявилась надмірною, як наслідок, ТЕЦ також зупинили.
Як паливо станція використовувала нафту та природний газ (останній надходив до Пітешті по трубопроводу Палтін — Корбу). При цьому незавершену другу чергу зводили з розрахунку на споживання вугілля (саме тому і знадобився димар такої висоти).